# Timelaea leopardina
Timelaea leopardina är en fjärilsart som beskrevs av Lucas 1866. Timelaea leopardina ingår i släktet Timelaea och familjen praktfjärilar. Inga underarter finns listade i Catalogue of Life.